# Akron Two-Cycle Automobile Company
Akron Two-Cycle Automobile Company war ein US-amerikanischer Hersteller von Automobilen und Motoren.

## Unternehmensgeschichte
Albert M. Woodruff, der vorher die Woodruff Automobile Company leitete, gründete 1905 das Unternehmen. Der Sitz war an der 65 West Market Street in Akron in Ohio. Er produzierte hauptsächlich Zweitaktmotoren. Außerdem stellte er vier Personenkraftwagen her. Der Markenname lautete Akron. Im gleichen Jahr endete die Produktion. Woodruff starb 1909.

## Fahrzeuge
Das einzige Modell hatte einen Zweitaktmotor aus eigener Fertigung. Alle Fahrzeuge waren offene Tourenwagen.